# Етель Кейн
Гейден Сайлас Ангедонія (англ. Hayden Silas Anhedönia, нар., 24 березня 1998, Таллахассі, Флорида США), професійно відома як Етель Кейн (англ. Ethel Cain), — американська співачка, авторка пісень, різностороння артистка та модель, яка народилася в Таллахассі, Флорида, і проживає в Піттсбурзі, штат Пенсільванія.
У середині 2017 року Кейн почала експериментувати з написанням, записом і продюсуванням свого власного етеріального стилю, натхненного християнською музикою та григоріанськими хоралами. Вона випустила кілька мікстейпів і мініальбомів на потокових платформах під різними псевдонімами, а також на таких сайтах, як SoundCloud і Tumblr, перш ніж прийняти більш альтернативний звук і офіційно розпочати проект Ethel Cain у середині 2019 року. Тексти пісень Кейн зосереджені на ностальгічних темах і темах південної готики, таких як бідність, зловживання психоактивними речовинами, домашнє насильство, смерть і трансгенераційна травма. Її музика асоціюється з ембієнтом, альтернативним роком і дрим-попом.
У 2022 році Кейн випустила свій дебютний студійний альбом Preacher's Daughter, отримавши широке визнання музичних критиків, багато з яких назвали його одним із найкращих альбомів року. Після випуску Етель отримала масове визнання в мережі.

## Раннє життя
Етель виросла у Перрі, штат Флорида, була старшою з чотирьох дітей у родині південних баптистів. Її батько був дияконом, і вона з дитинства займалася церковним хором. У вісім років Кейн почала вивчати класичне фортепіано, і її ранній музичний вплив включав Карен Карпентер, Steve Miller Band та різноманітну християнську музику. Все життя вона навчалася вдома. У підлітковому віці вона відкрила для себе поп-музику, зокрема творчість Florence and the Machine.
У віці 12 років вона зізналася своїй родині в тому, що вона є гомосексуалкою, а у віці 16 років покинула церкву. У свій 20-й день народження вона публічно зізналася, що є транс-жінкою. Розмірковуючи про це, Кейн згадує: «Всім було зрозуміло, що я не така, як інші люди. Щоразу, коли я починала розвиватися, я все більше усвідомлювала себе як транс-жінка. Ми були розділеним домом — я проти всього мого міста».
Етель знаходить натхнення в госпел, кантрі, класичному році та альтернативній музиці.

## Кар'єра

### 2017—2019: Початок кар'єри
У 2017 році, розглядаючи можливість вступу до кіношколи Університету штату Флорида, Кейн почала експериментувати зі створенням ревербераційної хорової музики на GarageBand. З 2017 по 2018 рік вона публікувала свої роботи невеликій групі друзів і підписників на таких сайтах, як Twitter, Tumblr і Instagram під іменами White Silas і Atlas (стилізовано як ΛTLΛS). У 2019 році, після випуску її дебютного синглу під назвою «Bruises» як Етель Кейн, вона зв'язалася з артисткою Ніколь Доллангангер через соціальні мережі, відкривши для Доллангангер тур артистки «Heart Shaped Bed» у Чикаго.
У вересні 2019 року вона випустила невелику збірку пісень під назвою Carpet Bed, її перший міні-альбом під псевдонімом Ethel Cain.
У грудні 2019 року, після випуску її міні-альбому Golden Age, її підтримала виконавиця Wicca Phase Springs Eternal, яка похвалила Етель за її «зріле написання пісень і розуміння мелодії».

### 2020—2021:Іnbred
У січні 2020 року за рекомендацією Wicca Phase Springs Eternal Кейн відкрив репер Lil Aaron. Під час виступу хедлайнером шоу з Edith Underground, Girlfiend і Lil Bo Weep у Лос-Анджелесі, Кейн була запрошена Аароном зустрітися з видавничою компанією Prescription Songs і незабаром після цього уклала з ними контракт. У серпні 2020 року Кейн переїхала з Флориди в відремонтовану церкву за межами Річмонда, штат Індіана, де вона завершила запис свого першого міні-альбому з Prescription Songs під назвою Inbred.
У лютому 2021 року Етель випустила свій перший сингл за новим видавничим контрактом під назвою «Michelle Pfeiffer» за участю Ліла Аарона. Прем'єра пісні відбулася на Paper і представлена на Pitchfork, Billboard, Nylon, і The Fader. 18 березня вийшов другий сингл, «Crush», а 15 квітня 2021 року відбулася прем'єра третього, «Unpunishable», на Apple Music Radio 1 із Зейном Лоу. Inbred вийшов 23 квітня 2021 року. EP досліджує американу, ембієнт-фолк і слоукор.

### 2022–дотепер:Preacher's Daughter, модельний бізнес та інші проєкти
17 березня 2022 року Кейн випустила сингл «Gibson Girl», згодом анонсувавши свій дебютний альбом Preacher's Daughter, що вийшов 12 травня 2022 року та отримав приголомшливо високу оцінку на Metacritic - 84%. Етель випустила сингли «Strangers» 7 квітня та «American Teenager» 21 квітня, останній отримав музичне відео 21 липня. Альбом вийшов на її власному лейблі Daughters of Cain і містить тринадцять пісень, обкладинка альбому Preacher’s Daughter була знята її сестрою на вінтажну камеру Polaroid SX-70 під час запису альбому. На підтримку альбому Кейн вирушила в тур Freezer Bride Tour у 2022 році та Blood Stained Blonde Tour у 2023 році. 
Кейн почала працювати моделлю в кампаніях Givenchy, Miu Miu і Marc Jacobs і дебютувала на подіумі Тижня моди в Нью-Йорку для Eckhaus Latta
Кейн виступала на 22-му фестивалі музики та мистецтв Coachella Valley у квітні 2023 року.
3 червня 2023 року Кейн знепритомніла на сцені під час виступу в Сіднейському оперному театрі в Сіднеї, Австралія, у рамках Vivid Live, що призвело до скасування шоу. Наступного дня вона повернулася до виступів.
Вона також виступила на Reading Festival у серпні 2023 року.
Етель також випускає пісні на SoundCloud під різними псевдонімами, зокрема «Tommy» і «אשמדאי» (Асмодей), експериментальні пісні, демо та кавери, повністю відокремлені від її основної концепції Етель Кейн.

## Особисте життя
Розмірковуючи про своє релігійне виховання в інтерв'ю 2021 року, Кейн прокоментувала, що вона все ще вважає себе південною баптисткою: «Подобається мені це чи ні, але Бог завжди був і завжди буде великою частиною мого життя. Незалежно від того, чи використовували Його як розраду, чи як загрозу, я завжди була оточеною ним. Це не те, від чого можна піти. І я краще просто житиму з цим далі, ніж скажу: „До біса церкву!“». В інтерв'ю для Rolling Stone у серпні 2023 року вона розповіла, що вся її родина покинула церкву, хоча вона уточнила, що вони все ще релігійні в певному сенсі.
У дописі на Tumblr 2022 року вона уточнила, що не вважає себе ні християнкою, ні людиною, яка піклується про релігію. Проте вона «все ще дотримується цінностей, на яких [вона] була вихована».
Колись відома тим, що підтримувала активний профіль у соціальних мережах, Кейн видалила свій обліковий запис у Твіттері у липні 2023 року, сказавши в інтерв'ю, що «[вона] не хоче, щоб усі [її] особисті справи і кожна її найпотаємніша думка були викладені в Інтернеті на загальний огляд», і що певна поведінка шанувальників вплинула на її стосунки з друзями та родиною.
Етель є трансгендеркою і бісексуалкою. Вона також має аутизм.

## Дискографія

### Як Етель Кейн

#### Студійні альбоми
| Назва               | Деталі альбому |
| ------------------- | --- |
| Preacher's Daughter | - Вийшов: 12 травня 2022 - Лейбл: Daughters of Cain (через AWAL) - Формат: цифрове завантаження, потокове передавання |

#### Мініальбоми
| Назва      | Деталі |
| ---------- | --- |
| Carpet Bed | - Вийшов: 13 вересня 2019 - Лейбл: Daughters of Cain - Формат: цифрове завантаження, потокове передавання            |
| Golden Age | - Вийшов: 1 грудня 2019 - Лейбл: самостійний реліз - Формат: цифрове завантаження, CD, касета, потокове передавання  |
| Inbred     | - Вийшов: 23 квітня 2021 - Лейбл: Daughters of Cain - Формат: цифрове завантаження, CD, касета, потокове передавання |

#### Збірки
| Назва         | Деталі альбому                                                                                            |
| ------------- | --- |
| Unreleased    | - Вийшла: 28 лютого 2020 - Лейбл: самостійний реліз - Формат: цифрове завантаження, потокове передавання  |
| Unreleased II | - Ввийшла: 20 травня 2020 - Лейбл: самостійний реліз - Формат: цифрове завантаження, потокове передавання |

#### Сингли
| Назва                                                                       | Рік  | Альбом                           |
| --------------------------------------------------------------------------- | ---- | -------------------------------- |
| «Bruises»                                                                   | 2019 | Сингли поза альбомом             |
| «Golden Age (Piano Version)»                                                | 2019 | Сингли поза альбомом             |
| «Michelle Pfeiffer» (featuring Lil Aaron)                                   | 2021 | Inbred                           |
| «Crush»                                                                     | 2021 | Inbred                           |
| «Unpunishable»                                                              | 2021 | Inbred                           |
| «Everytime» (Spotify Singles)                                               | 2022 | Сингл без альбому                |
| «Gibson Girl»                                                               | 2022 | Preacher's Daughter              |
| «Strangers»                                                                 | 2022 | Preacher's Daughter              |
| «American Teenager»                                                         | 2022 | Preacher's Daughter              |
| «Morning Elvis» (Live at Denver Ball Arena) (with Florence and the Machine) | 2022 | Сингл без альбому                |
| «Famous Last Words (An Ode to Eaters)» (with 1017 ALYX 9SM)                 | 2023 | 1017 ALYX 9SM Compilation Vol. 1 |

#### Музичні кліпи
| Назва                                                   | Рік  | Режисер                           |
| ------------------------------------------------------- | ---- | --------------------------------- |
| «Fear No Plague»                                        | 2021 | Hayden Anhedönia, Salem Anhedönia |
| «God's Country» (featuring Wicca Phase Springs Eternal) | 2021 | Hayden Anhedönia                  |
| «Crush»                                                 | 2021 | Hayden Anhedönia                  |
| «Crush» (stripped)                                      | 2021 | Hayden Anhedönia                  |
| «Housofpsychoticwomn»                                   | 2021 | Hayden Anhedönia                  |
| «American Teenager»                                     | 2022 | Hayden Anhedönia                  |
| «Famous Last Words (An Ode to Eaters)»                  | 2023 | Hayden Anhedönia, Silken Weinberg |

### Як White Silas

#### Мініальбоми
| Назва                               | Деталі альбому |
| ----------------------------------- | --- |
| Colossus                            | - Вийшов: 27 жовтня 2017 - Лейбл: Silas Creative Productions - Формат: цифрове завантаження, потокове передавання  |
| Arcane Vessels                      | - Вийшов: 24 березня 2018 - Лейбл: Silas Creative Productions - Формат: цифрове завантаження, потокове передавання |
| Sad Music for Sad People            | - Вийшов: 15 вересня 2018 - Лейбл: Silas Creative Productions - Формат: цифрове завантаження, потокове передавання |
| Nightmares (with Little Triste)     | - Вийшов: 31 жовтня 2018 - Лейбл: самостійний реліз - Формат: цифрове завантаження, потокове передавання           |
| Mourning After (with Little Triste) | - Вийшов: 30 березня 2019 - Лейбл: самостійний реліз - Формат: цифрове завантаження, потокове передавання          |

#### Сингли
| Назва         | Рік  | Альбом               |
| ------------- | ---- | -------------------- |
| Sacrilege     | 2017 | Colossus             |
| Virginity     | 2017 | Colossus             |
| Hospital Beds | 2017 | Colossus             |
| «White Light» | 2018 | Сингли поза альбомом |
| «Away From U» | 2018 | Сингли поза альбомом |
| «Misuse Oh»   | 2019 | Carpet Bed           |
| «Saddle Up!»  | 2019 | Сингли поза альбомом |
| «Drain Me»    | 2019 | Сингли поза альбомом |
| «White Van»   | 2019 | Сингли поза альбомом |

## Концертні тури
- The Freezer Bride Tour (2022)[81]
- Blood Stained Blonde Tour (2023)[82]